# Stavkirke d'Eidsborg
La stavkirke d'Eidsborg, ou église en bois debout d'Eidsborg est un édifice religieux situé en Norvège. Il s'agit d'une des 28 stavkirkes conservées dans le pays, et l'une des plus exiguës. Bâtie au XIIIe siècle, sans doute restaurée au milieu du XIXe siècle, elle est dédiée à saint Nicolas, et rattachée à l'Église de Norvège.

## Localisation
La stavkirke est, comme son nom l'indique, localisée dans le petit hameau d'Eidsborg (no), qui fait partie de la commune de Tokke, à proximité de la petite ville de Dalen (no), dans le comté de Telemark. L'édifice est entouré par un petit cimetière en pente douce.

## Historique
L'église d'Eidsborg date du XIIIe siècle mais a connu de multiples reconstructions partielles, réaménagements et refonte du décor
La nef est la seule partie originelle de l'église et date du XIIIe siècle. En 1727, l'édifice se voit ajouter un clocheton. Le chœur est agrandi en 1826 puis en 1845. D'après l'architecte Ola Storsletten, la charpente de l'église est également restaurée vers 1850 en conservant les techniques médiévales. Si l'entrée originelle se faisait à travers le mur méridional de la nef, les travaux de 1845 déplacent la porte dans le mur occidental. Certains ajouts de 1845 sont ensuite supprimés en 1920 pour revenir à une conception plus proche de l'église d'origine, notamment le sol, le lambris et le plafond qui avaient été ajoutés.

Vues historiques de la stavkirke d'Eidsborg
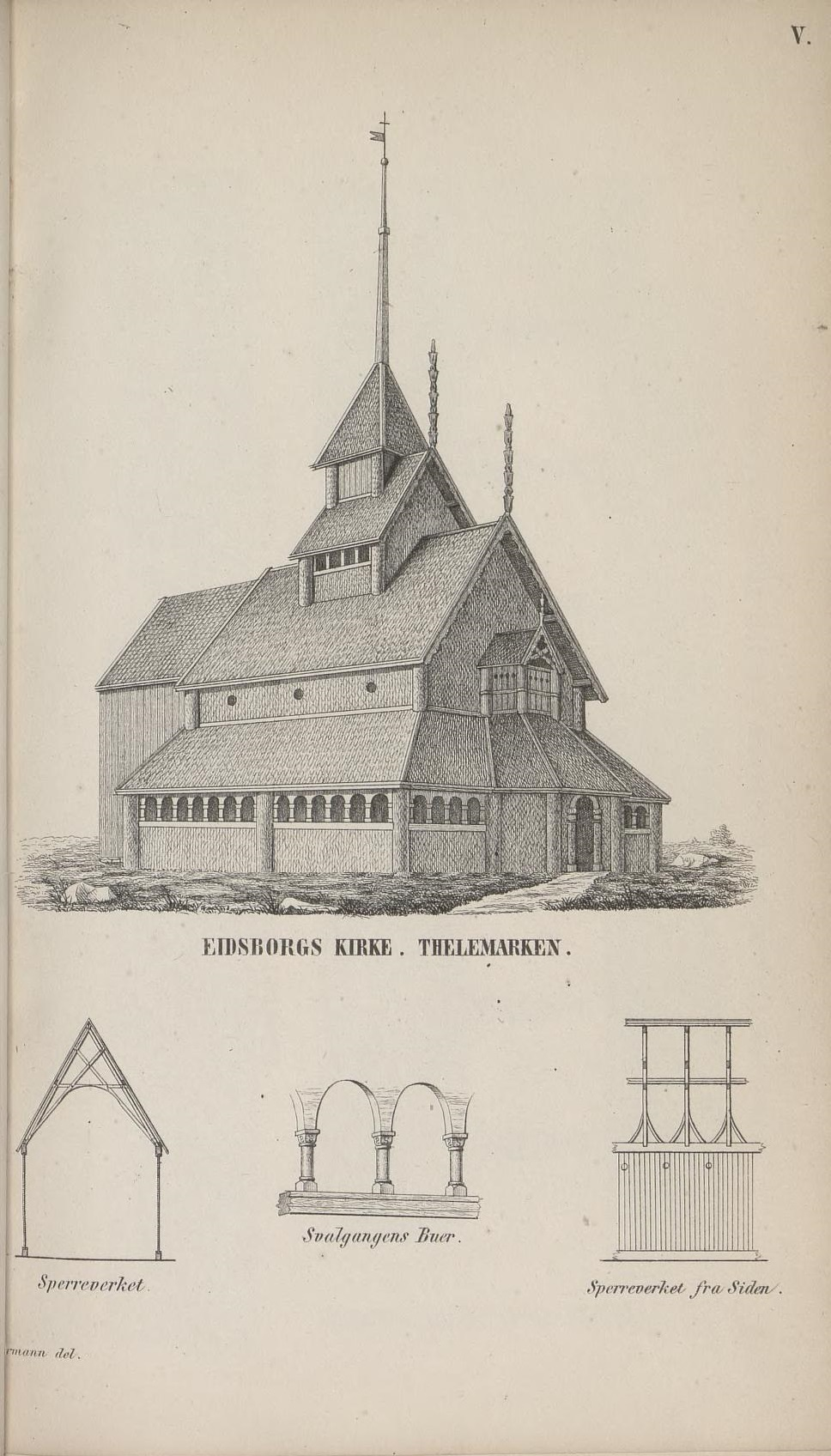
Dessin de Peter Høier Holtermann (no) représentant l'église en 1855.
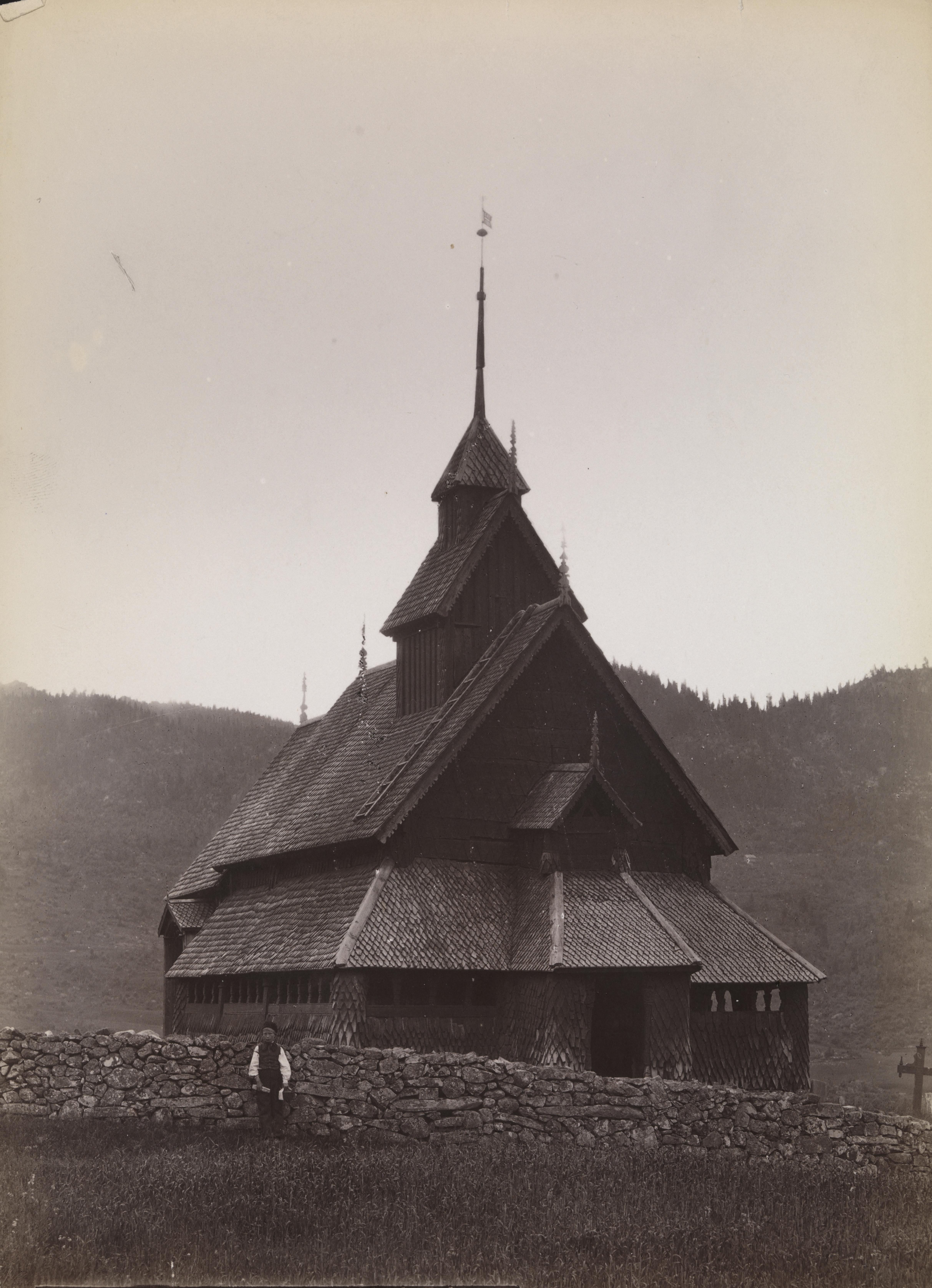
Photographie d'Axel Lindahl prise entre 1880 et 1890.
Plans, coupes et élévations dressés en 1911 par Johan Meyer (no).

## Architecture
La stavkirke d'Eidsborg, orientée, est à nef unique et surmonté d'un clocheton à deux étages, daté de 1727. La nef seule de l'église, rectangle de 6,3 × 5,3 mètres, est d'origine. Le chœur situé du côté oriental a été agrandi en deux phases.
La taille réduite de l'édifice permet de ne pas recourir à des piliers centraux, la charpente porteuse reposant uniquement sur le pourtour. Les madriers porteurs reposent sur des murets en pierre sèche ; les assemblages sont renforcés par des chevrons et des entretoises.